# Guyon Lefort
Guyon Lefort (? - 7 maart 1603, Atjeh). Was een koopman en ontdekkingsreiziger uit de Nederlanden. Hij was de zoon van François Lefort en Marguerite de Moucheron. Bijgevolg de neef van Balthazar de Moucheron.

## De expeditie van de Veersche Compagnie

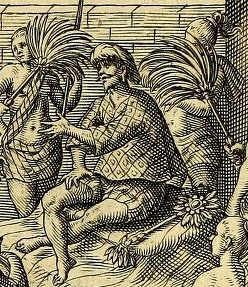
Allaudin Riayat Sjah.

Lefort was lid van de expeditie van de door Balthazar de Moucheron opgerichte Veersche Compagnie, die vertrok in 1598 uit Middelburg vertrok met de schepen Leeuw en Leeuwin onder het bevel van Cornelis de Houtman op de Leeuw en Frederik de Houtman op de Leeuwin. Lefort was commies (koopman) op de Leeuw, en na de opperkoopman Thomas Coymans de vierde in rang op de vloot. De Engelsman John Davis was stuurman en navigator op de Leeuw.
In juli 1599 aangekomen in Atjeh, het doel van de reis, ontstond daar een conflict met sultan Allaudin Riayat Sjah, waarna Sumatraanse krijgers onder leiding van een sjahbandar met een list aan boord van de schepen kwamen en een deel van de bemanning vermoordden. Onder hen was Cornelis de Houtman. Frederik en 27 anderen die op dat moment aan land waren, waaronder ook Lefort, werden gevangen genomen. De meesten werden daarna vermoord. Lefort werd door de sultan terug naar de Leeuw gestuurd met een voorstel om een van de schepen te ruilen voor de nog levende gevangenen, waaronder Frederik de Houtman en Hans de Decker. Dat voorstel werd geweigerd. Aangezien ook Coymans vermoord was werd Lefort bevelhebber van de schepen en keerde niet terug aan land. Na nog een mislukte poging om de gevangenen te bevrijden begon Lefort aan de reis terug naar Middelburg.
In december bereikten ze verstoken van proviand de Coromandelkust van India en kaapten daar een inheems handelsvaartuig met een lading rijst. Volgens Davis stelde Lefort de handelaars schadeloos, maar pakte de scheepsraad hun het geld weer af. De handelaars vertelden dat in de plaatsen Matecalo en Trincomalee aan de oostkust van Ceylon druk gehandeld werd, onder andere in edelstenen. Bovendien zou de vorst van Ceylon een vijand van de Portugezen zijn. Door tegenwind lukte het de Leeuw en de Leeuwin echter niet die plaatsen te bereiken, zodat Lefort besloot de terugtocht te hervatten. Na een lange reis vol ontberingen via de kust van Brazilië en Sint-Helena, waar ze verjaagd werden door de Portugezen, keerden de schepen met nog slechts een kleine bemanning op 29 juli 1600 terug in Zeeland.

## De expeditie van de Compagnie van de Moucheron

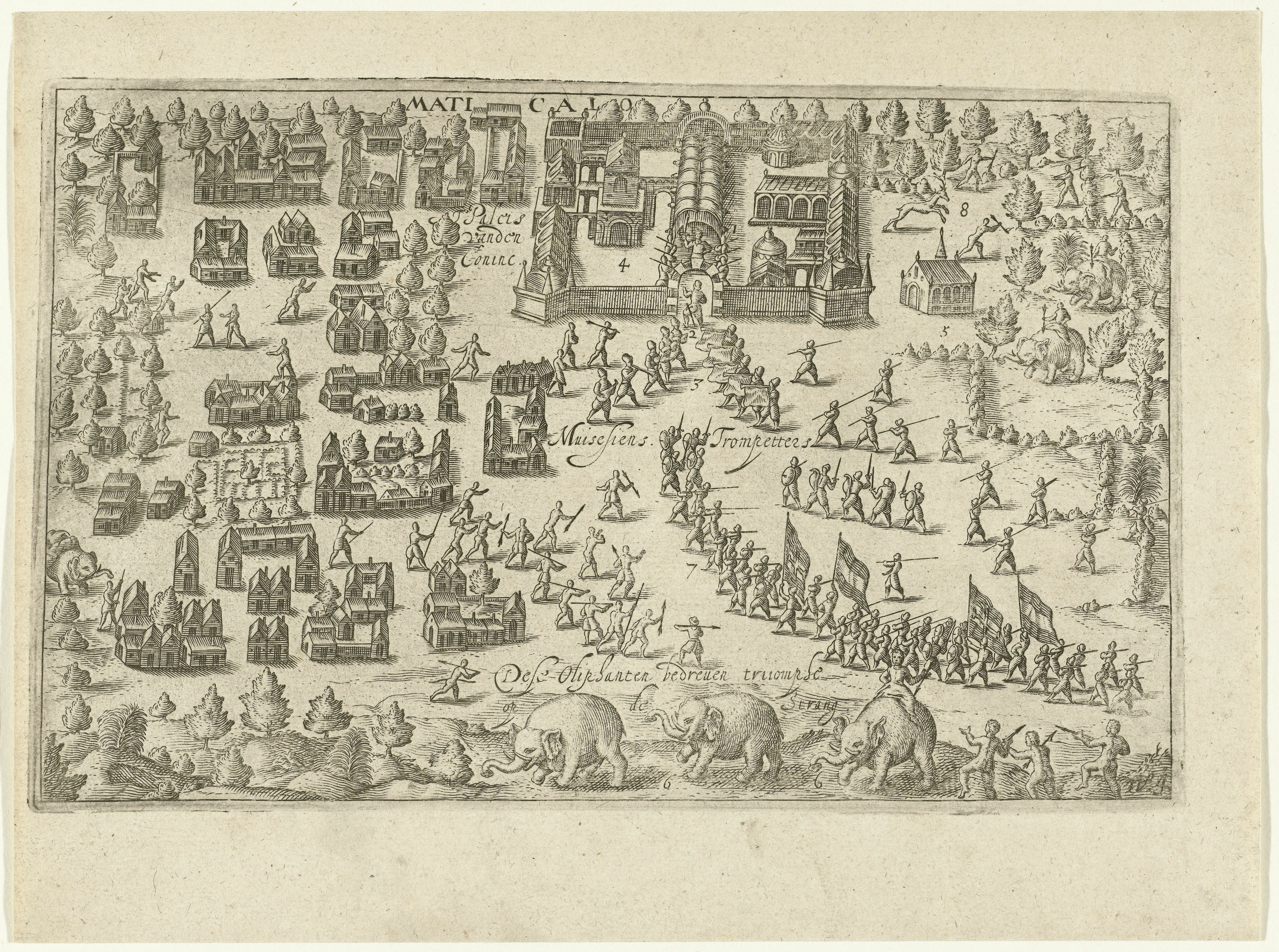
Van Spilbergen in Matecalo.

Op 5 mei 1601 vertrok vanuit Veere een nieuwe vloot van De Moucheron naar Atjeh, ditmaal met drie schepen. Het Schaap, met de admiraal Joris van Spilbergen, de Ram, met als viceadmiraal Guyon Lefort, en het jacht Lam met Willem Jansz, die onderweg van plek wisselde met Cornelis Specx van de Ram. Op basis van de informatie van Lefort moest onderweg Ceylon worden aangedaan met een aanbod van hulp aan de vorst, Fimala Darma Suriada (Vimaladharmasuriya I), in zijn strijd tegen de Portugezen. Van Spilbergen kreeg hiertoe een brief mee van stadhouder Maurits van Nassau. Na meerdere schermutselingen met de Portugezen onderweg, waarbij Van Spilbergen gewond raakte, bereikte de vloot in november de Saldanhabaai, die door Van Spilbergen hernoemd werd in Tafelbaai. Hierna verloor de Ram het Schaap uit het oog. Ter hoogte van de Comoren overkwam het Lam met Cornelis Specx hetzelfde. Lefort kwam na een lange reis pas begin juli 1602 met de Ram in Matecalo aan, waar Van Spilbergen via boodschappers al contact met het hof van Kandy in de bergen van het binnenland had gemaakt. Van Spilbergen vertrok toen met tien man en geschenken naar Kandy. Eind juli was hij na een succesvol bezoek aan de koning weer terug. Hij had twee mensen als ambassadeurs aan het hof achtergelaten, de muzikant Erasmus Martsberger en de arts Hans Rempel. Er lijkt vervolgens onenigheid te zijn ontstaan tussen Van Spilbergen en Lefort, waarbij Van Spilbergen een deel van de bemanning van de Ram naar het Schaap liet overplaatsen. Volgens de schrijver van het journaal van de tocht, de stuurman Cornelis Vennip, was Lefort van plan geweest muiterij te plegen en had Van Spilbergen dit door het overplaatsen van bemanningsleden verijdeld.
Begin augustus ondernamen ook Lefort en de stuurman Hertoch Philips, een tocht naar Kandy. Ook zij werden goed ontvangen aan het hof, en kregen brieven van de koning en enkele gouden ringen als geschenk.

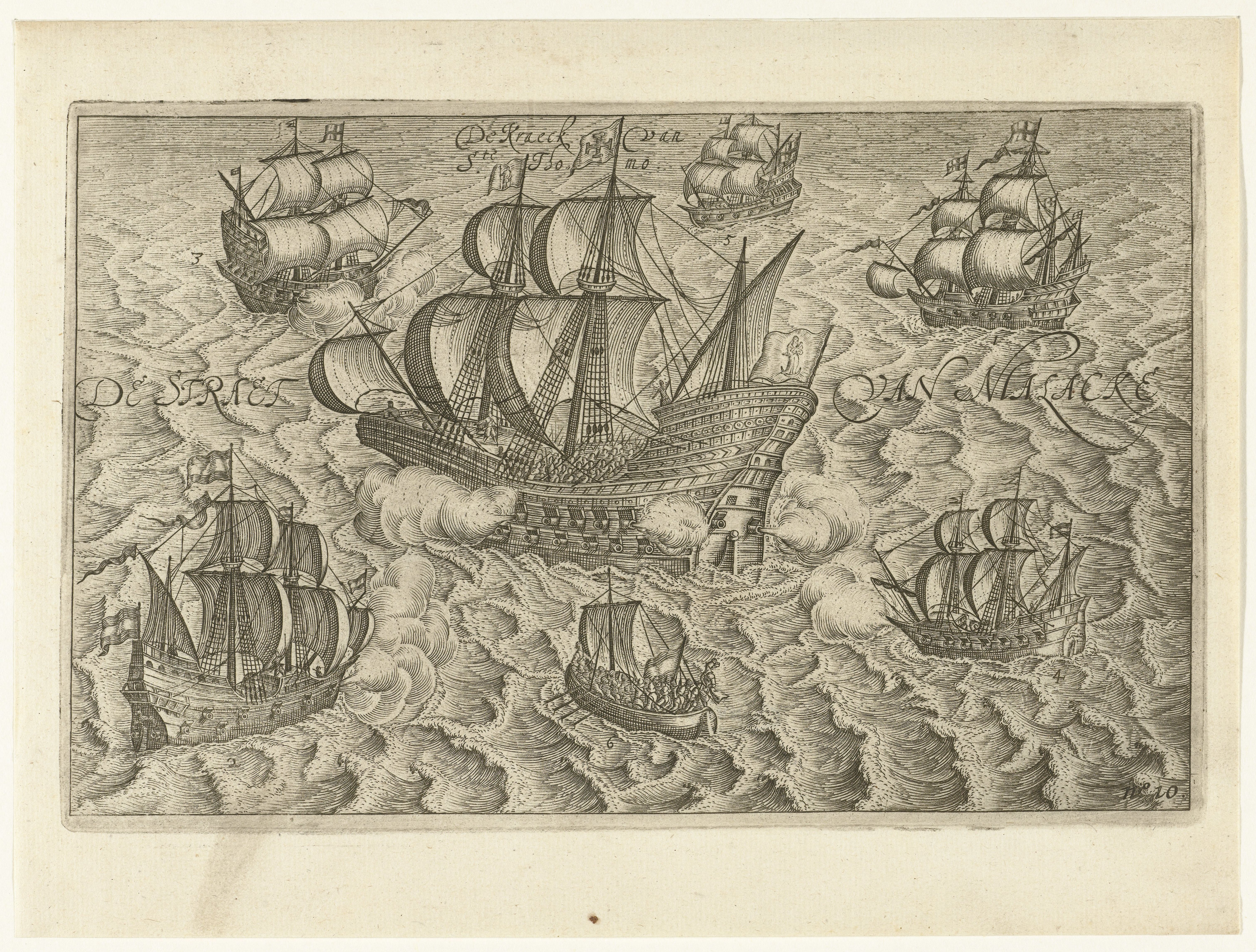
De verovering van de Portugese kraak in Straat Malakka.

Het Schaap en de Ram staken vervolgens de Indische Oceaan over en arriveerden in september in Atjeh, waar zij Specx weer vonden. Ook lagen hier de schepen van de eerste schipvaart van de Engelse Oost-Indische Compagnie onder James Lancaster, John Middleton en John Davis. Specx bleek het Lam aan hen verhuurd te hebben. Van Spilbergen en Lefort gingen met een tiental mannen op bezoek bij de sultan om hem brieven van Maurits te overhandigen en opheldering te vragen over de moordpartij van drie jaar terug. De sultan zei dat de sjahbandar dat op eigen initiatief had gedaan en dat alle schuldigen waren gestraft. 'Alzoo werden wy met een Hofsche excuse afgheset', schreef Vennip in zijn journaal. Frederik de Houtman bleek het jaar tevoren al te zijn vrijgekocht door de expeditie van Laurens Bicker van de Vereenigde Zeeuwse Compagnie. Van Spilbergen en Lefort kregen een gouden kris en met goud geborduurde gewaden ten geschenke. Hierna werd Van Spilbergen door de Engelsen gevraagd om hen met het Schaap te helpen een Portugese kraak in de Straat Malakka te kapen (ook het Lam deed mee), terwijl Lefort en Specx met de Ram in Atjeh achterbleven om peper in te kopen.
In januari en februari verschenen in Atjeh de eerste schepen van de vloot van Wybrand van Warwijck, onder diens vice-admiraal Sebald de Weert, met het nieuws dat de VOC was opgericht. Hierin waren alle voorcompagnieën voortaan verenigd, met een monopolie op de handel in Azië. Van Spilbergen kon nu geen handel meer drijven voor De Moucheron. Kort daarna, op 7 maart, is Lefort overleden. Het is niet bekend waaraan. In Cornelis Vennips journaal staat slechts: 'Den 7. Mertius is ghestorven Guionlefort die Vice-Admirael gheweest was op het Schip den Ram, dan werde daer van ghedeporteert om oorsaecke van een conspiratie die hy voornam met zijn volck teghens den Generael ende welvaert vande gemeene saken, streckende tot een muyterije, maer wert met voorsichticheyt door ons Generael voorcomen'.